# Cliffortia stricta
Cliffortia stricta är en rosväxtart som beskrevs av August Henning Weimarck. Cliffortia stricta ingår i släktet Cliffortia och familjen rosväxter. Inga underarter finns listade i Catalogue of Life.